# Guardingo

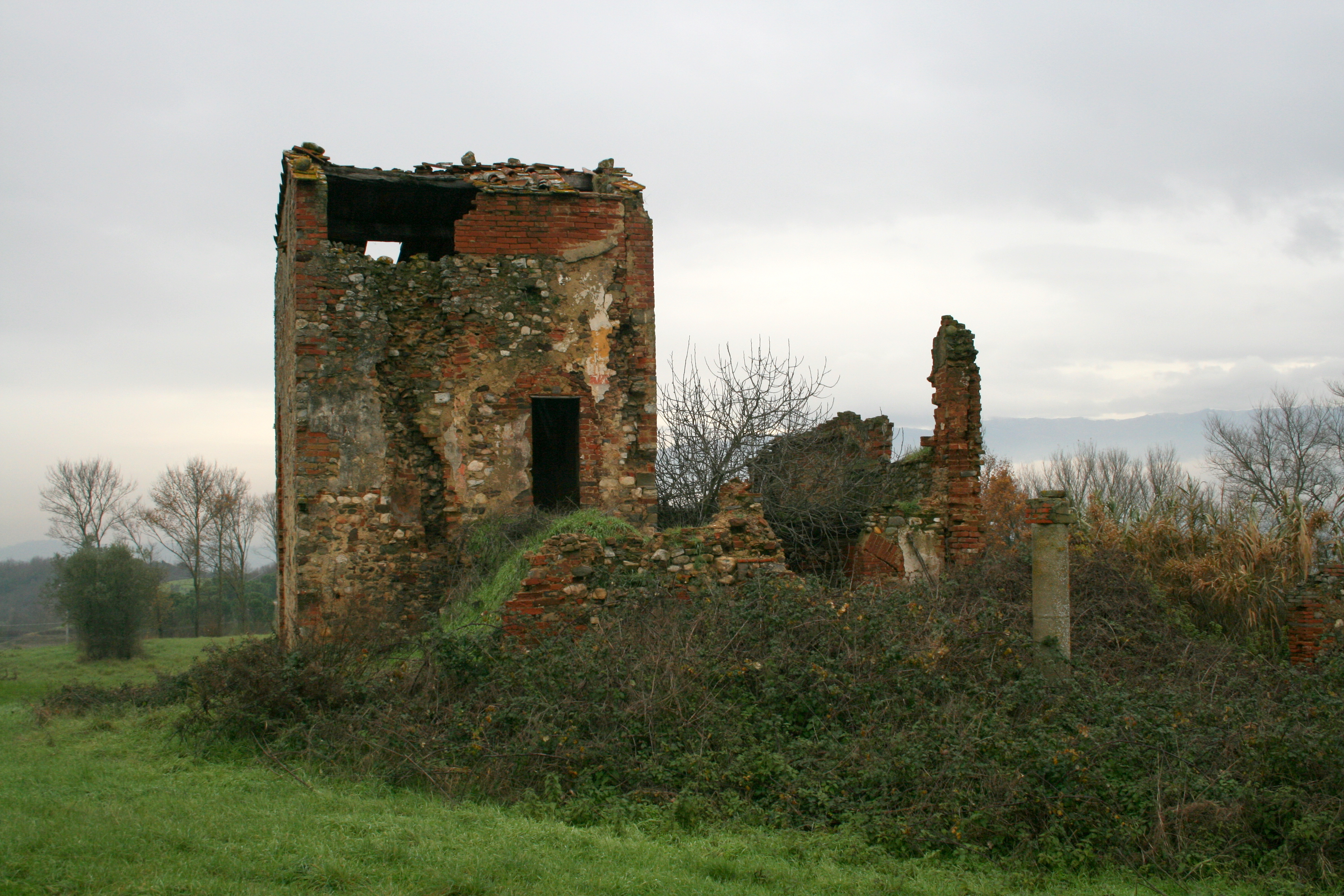
Il Guardingo di Montevarchi

Il guardingo (gardingus) è una fortificazione di origine longobarda, costituita sostanzialmente da una torre di avvistamento isolata, a guardia di vie di transito, o inserita in una cerchia muraria cittadina.

## Storia
Simili costruzioni erano presenti per esempio nella Firenze altomedievale (Torre del Guardingo nel perimetro dell'attuale palazzo Vecchio) e a Pistoia (sul posto dell'attuale campanile del Duomo). 
Rarissimi sono i resti di tali costruzioni, testimoniate invece da numerosi toponimi in Toscana e in genere nell'Italia centro-settentrionale come, ad esempio i seguenti:
- Guardingo di Montevarchi
- Guardingo o Vardingo nel comune di Pontassieve, presso Acone.
- Via del Guardingo in località La Querce a Prato.